# لشکر ۸ زرهی (بریتانیا)
لشکر ۸ زرهی بریتانیا (انگلیسی: 8th Armoured Division) لشکر زرهی نیروی زمینی بریتانیا بود، که در سال ۱۹۴۰ تأسیس شد و در سال ۱۹۴۳ منحل گردید.
لشکر ۸ زرهی یک لشکر زرهی ارتش بریتانیا در طول جنگ جهانی دوم بود. این لشکر در ژوئن ۱۹۴۲ به مصر اعزام شد اما هرگز به عنوان یک تشکیلات کامل عملیاتی نشد و در ژانویه سال بعد منحل شد.